# The Mustang
The Mustang (Engelse titel) of Nevada (Franse titel) is een Amerikaans-Frans-Belgische dramafilm uit 2019 onder regie van Laure de Clermont-Tonnerre. De hoofdrol wordt vertolkt door Matthias Schoenaerts.

## Verhaal
Roman Coleman is een gewelddadige gedetineerde die door de staat Nevada verplicht wordt om deel te nemen aan een rehabilitatieprogramma. Als onderdeel van de therapie moet hij wilde mustangs trainen.

## Rolverdeling
| Acteur               | Personage            |
| -------------------- | -------------------- |
| Matthias Schoenaerts | Roman Coleman        |
| Jason Mitchell       | Henry                |
| Gideon Adlon         | Martha               |
| Connie Britton       | Gevangenispsychologe |
| Bruce Dern           | Myles                |
| Josh Stewart         | Dan                  |

## Productie
De Franse actrice Laure de Clermont-Tonnerre kreeg dankzij haar korte film Rabbit (2015) de kans om haar volgende project te ontwikkelen met steun van de Sundance Institute, de non-profitorganisatie van Robert Redford. In mei 2017 werd aangekondigd dat de actrice voor haar regiedebuut, The Mustang, zou samenwerken met acteurs Matthias Schoenaerts en Jason Mitchell. Focus Features verwierf tijdens het filmfestival van Cannes de wereldwijde distributierechten van het project, dat geschreven werd door Clermont-Tonnerre, Mona Fastvold en Brock Norman Brock. Redford werd uitvoerend producent van het project.
In oktober 2017 werd de cast uitgebreid met Gideon Adlon, Bruce Dern en Josh Stewart. Aanvankelijk werd Susan Sarandon aan het project gelinkt als de gevangenispsychologe, maar haar rol ging uiteindelijk naar Connie Britton. De opnames vonden plaats in de Nevada State Prison, een gevangenis in Carson City die in 2012 gesloten werd, en werden geleid door de Belgische cameraman Ruben Impens.
Op 31 januari 2019 ging de film in première op het Sundance Film Festival.